# Хатки (Мостисская городская община)
Хатки (укр. Хатки) — село в Мостисской городской общине Яворовского района Львовской области Украины.
Население по переписи 2001 года составляло 117 человек. Занимает площадь 0,152 км². Почтовый индекс — 81372. Телефонный код — 3234.
Інша назва села - Галинівка.